# The Tonics
The Tonics waren eine deutsche Beat- und Rockband der 1960er Jahre aus Hamburg. Die Gruppe hat in wechselnder Besetzung unter eigenem Namen, aber auch unter einer Reihe von Pseudonymen eine große Zahl von Schallplatten eingespielt.

## Geschichte
Die Tonics wurden 1960 gegründet. Kopf der Gruppe war anfangs der Gitarrist Helmuth Franke, der später mit Achim Reichel und Udo Lindenberg musizierte. Die Gruppe erspielte sich rasch eine gewisse Bekanntheit in norddeutschen Tanzlokalen und auf Ausflugsdampfern. U. a. trat man als erste Rock-’n’-Roll-Gruppe in der Ostseehalle in Kiel auf und spielte auch im Hamburger Top Ten Club. 1963 wurde die Gruppe von Polydor unter Vertrag genommen und veröffentlichte ihre erste Single Baby, Baby Goodbye. Im Folgejahr war die Gruppe als Studioband des Gitarristen Ladi Geisler zu hören und nahm bald in rascher Folge Alben auf. Zur Triebfeder der Gruppe avancierte in jener Zeit der Gitarrist und Sänger Manfred Oberdörffer (* 1944), der auch solo als Tony bzw. Tony Tornado eine Musikkarriere eingeschlagen hat. Er spielte mit im Kern auf die Tonics zurückgehenden Beat- und Rockformationen zwischen 1965 und 1970 zahlreiche Alben ein, die überwiegend Coverversionen damals erfolgreicher englischsprachiger Titel enthielten. Während die Tonics unter eigenem Namen bei Polydor und später Mercury Records unter Vertrag waren, lieferte man unter diversen Pseudonymen Produktionen für Labels wie Europa ab, die mit Billigprodukten in den Kaufhausmarkt drängten. Auch das Polydor-Sublabel Tip verausgabte acht derartige Alben und mehrere Singles der Gruppe unter dem Namen The Ravers.
Die Veröffentlichungen der Gruppe waren meist vergleichsweise einfach gestaltet. Außer bei Veröffentlichungen unter dem Namen Tonics wurde auf Bandfotos verzichtet. Die Alben tragen meist Stilrichtungen wie Beat oder Rock schon im Titel, so dass diese Begriffe in großer Schrift als Teil des Titels auf den Hüllen platziert werden konnten. Oftmals enthalten die Frontcovers auch schon die Namen der enthaltenen (bekannten) Songs. Manche der Platten der Gruppe wurden mehrfach unter verschiedenen Bandnamen und Albumtiteln veröffentlicht. So wurde die 1968 mit dem Titel Beat a Gogo erschienene LP unter dem Bandnamen Buster Churchill & The Beat Tigers nochmals 1970 unter dem Bandnamen Memphis Brown und dem Titel A Taste of Beat veröffentlicht, dieselben Aufnahmen abermals unter dem Namen Pop Spots als Beating the Beat.
Etliche der Aufnahmen wurden für den Kaufhausmarkt auch noch weiter veröffentlicht, nachdem die Musiker um 1970 bereits auseinandergegangen waren und sich Oberdörffer nur noch um seine Schlagerkarriere kümmerte. Die vielfach veröffentlichte Platte Beat a Gogo wurde vom Billiglabel Diamant nochmals 1973 als Memphis Brown’s Beatband unter dem Titel Beat Bombe aufgelegt. Das Phonogram-Billiglabel Zebra veröffentlichte 1978 eine nicht als solche kenntliche Compilation von alten Aufnahmen der Ravers.
Auf die Nennung der beteiligten Musiker wurde üblicherweise verzichtet, so dass diese meist auch unbekannt blieben. Zu den bekannt gewordenen Musikern der Formation zählt Cisco Berndt (1942–2014), der bei Aufnahmen der Ravers beteiligt war und später zu den Gründern von Truck Stop zählte.

## Diskografie

### The Tonics
- Hit Parade (1965)
- That’s Rock’n Roll (1968)
- Bubble Gum Music (1969)

### The Ravers
- Beat Party mit den Ravers (1965)
- Twist mit den Ravers (1965)
- Little Man (1966)
- It’s Beat-Time now (1966)
- Dear Mrs. Aplebee (1967)
- Big Hits (1967)
- Rock’n Soul (1968)
- Bad, bad World (1969)
- Rock’n’Roll Party (1978)

### The Soho Gamblers
- Beat Beat from Carnaby Street (1967)

### The Spots
- Beat Beat Beat (1967)
- Beat à Gogo (1968)

### Buster Churchill and the Beat-Tigers
- Beat á Gogo (1968)

### The Lipsticks
- Let’s have a Bonnie & Clyde Party (1968)

### Phil Morris & His Tigers
- Hello, Mr. Beat (1969)

### The Rock Ravers
- Rock Maschine (1969)

### Ten O’Clock Bubble Gum Train
- High Bubble Gum (1969)

### Automatic Blues Inc.
- Rock’n Blues (1970)

### Memphis Brown
- A Taste of Beat (1970) (= „Beat a Gogo“)
- Beat Bombe (1973) (= „Beat a Gogo“)

### Lightning Soul Players & The Happy Beat Boys
- Beat & Soulparty

### Little Joe Rover and his Party-Riders
- Tanzparty à la Discothek

### Pop Spots
- Beating the Beat (= „Beat a Gogo“)